# Elymandra subulata
Elymandra subulata är en gräsart som beskrevs av Jacq.-fel. Elymandra subulata ingår i släktet Elymandra och familjen gräs. Inga underarter finns listade i Catalogue of Life.